# 杜威 (伊利諾伊州)
杜威（英語：Dewey）是位於美國伊利諾伊州尚佩恩縣的一個非建制地區。該地的面積和人口皆未知。

## 地理
杜威的座標為40°19′08″N 88°16′55″W / 40.31889°N 88.28194°W，而該地的平均海拔高度為223米（即732英尺）。